# ホランド (ミシガン州)
ホランド（英: Holland）は、アメリカ合衆国ミシガン州ロウアー半島の南西部オタワ郡とアレガン郡に跨る都市である。オタワ郡には面積9.08平方マイル(23.52 km2) が、アレガン郡には8.13平方マイル (21.06 km2) が入っている。ミシガン湖の東岸に近く、マカタワ湖の岸にある。マカタワ湖にはマカタワ川から水が注いでいる（元は地元でブラック川と呼ばれていた）。
2010年国勢調査での人口は33,051 人だった。ホランドを中心とする市街化地域の人口は95,394 人だった。
オタワ郡の中では最大の都市であり、2013年時点でグランドラピッズ＝ワイオミング＝マスキーゴン大都市圏に属している。ホランドはオランダ系アメリカ人によって設立され、その地域にはオランダ系アメリカ人の歴史遺産を引き継ぐ人々の比率が高い。市内にはホープ・カレッジや、アメリカ・オランダ改革派教会の教育機関であるウェスタン神学校がある。

## 歴史
オタワ郡となった地域には当初、オタワ族インディアンが住んでいた。1846年、ジョージ・スミス牧師がインディアンに対する布教活動のためにオールドウィング伝道所を設立した。
ホランドは1847年、アルバータス・ヴァン・ラールテ博士の指導下に、オランダのカルヴァン主義分離派の人々が設立した。オランダでの緊迫した経済状態が彼らに移住を選ばせることになり、信教の自由を得たいという願望があったので、集団として結束し入植した。
ヴァン・ラールテとその集団は、ブラック川に近いオールドウィング伝道所を中心とするオタワ族（オダワ族）インディアンの居住地の中にある土地に入植した。ブラック川はブラック湖（現在のマカタワ湖）に注ぎ、さらにその先はミシガン湖に注いでいた。この2つの集団による共同の土地利用というのは、いつまでも続くものではなかった。最終的にオランダ人開拓者がインディアンから土地を買収し、インディアンはその生活様式と文化を守るために、北へ移動した。
1848年、ミシガン州では天然痘が流行した。オタワ郡に大量の開拓者が流入してくることを考慮して、インディアンの酋長ピーター・ウォウカズーとジョージ・スミス牧師は、町と伝道所をホランドからノースポート（リーラノー半島）まで、船とカヌーを使って移すことに決めた。
ホランドの初期の歴史の中で、ヴァン・ラールテは精神的な指導者であり、さらに政治、教育、財政的な事項も監督していた。1847年、ヴァン・ラールテはアメリカ・オランダ改革派教会の会派を設立し、それが後にホランド第一改革派教会と呼ばれるようになった。1867年3月25日、ホランドは市として法人化され、アイザック・カッポンを初代市長に選んだ。市では1871年10月8日から9日に大火が起こった。この日はイリノイ州のシカゴ大火や、ウィスコンシン州のペスティゴ大火が起こったのと同じ日だった。ミシガン大火（ポートヒューロン大火を含む）のためにマニスティやポートヒューロンも同時に焼けた。

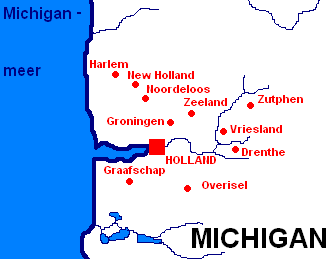
ミシガンのオランダ人開拓地

ホランドは「教会の都市」と呼ばれた。ホランド都市圏には170の教会があり、その多くはアメリカ・オランダ改革派教会と北アメリカキリスト教改革派教会の会派である。市内には1989年に「イエスは何をする」ブレスレットの運動を始めた教会もある。1987年、23歳の市政委員フィル・タニスがホランド市長に当選し、最年少の市長となった。タニスは当時ホープ・カレッジの学生だった。

## 文化

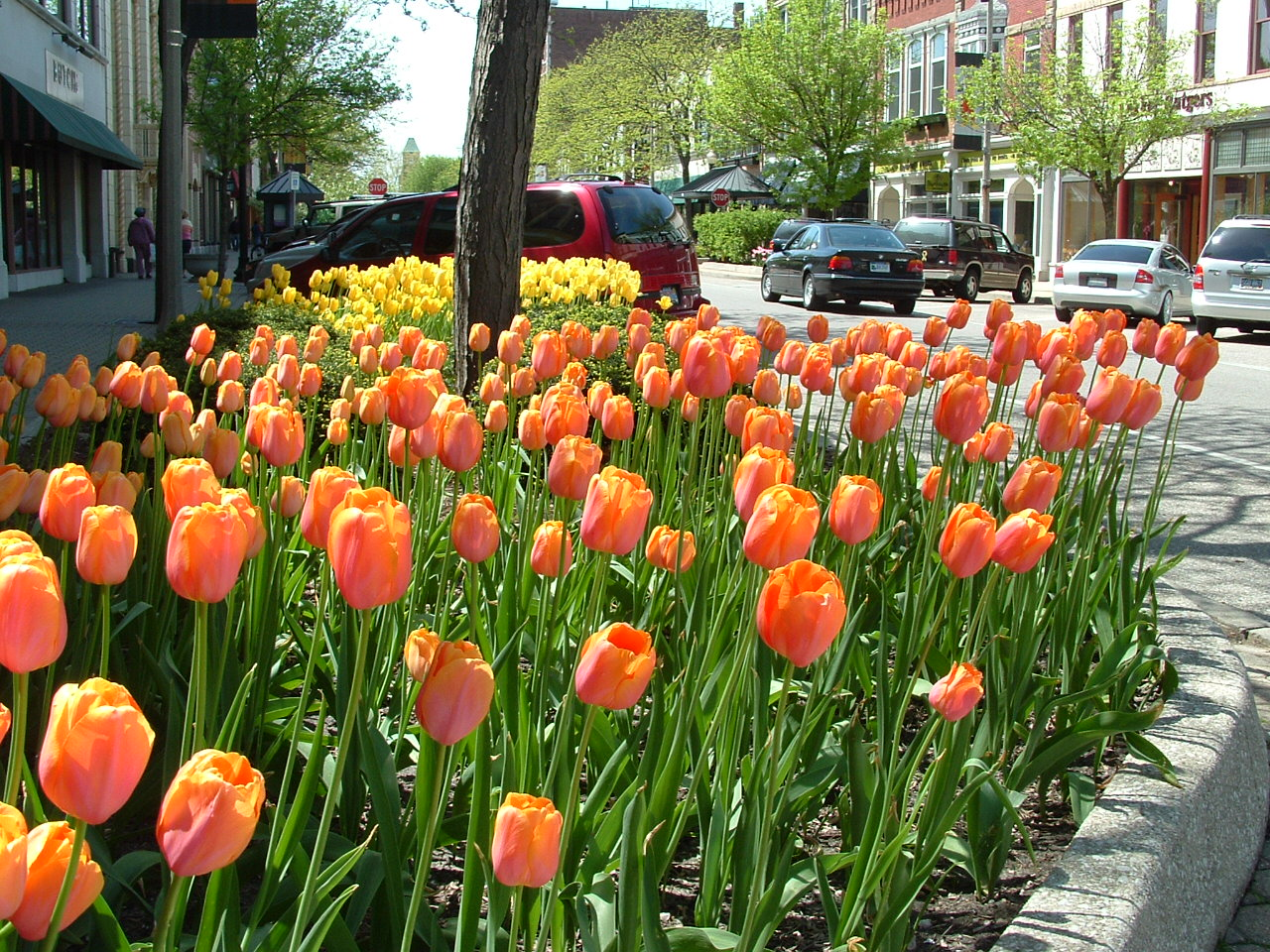
中心街のチューリップの花壇

ホランド市はオランダの歴史的遺産があることでおそらく最も良く知られており、市の文化的特徴の一部であるだけでなく、地元経済にもそれが残っている。5月のチューリップ・タイム祭は、近くのミシガン湖でのオランダをテーマにした様々なアトラクションを含め、毎年多くの観衆を集めている。
ホランド美術館には市の歴史に関する展示がある。その他カッポン・ハウス博物館は1874年に建設されて、ホランドの初代市長となったオランダ移民のアイザック・カッポンが住んだ。今は歴史博物館となっている。セトラーズ・ハウス博物館は、大火を免れた建物であり、19世紀の家具や遺品を収めている。

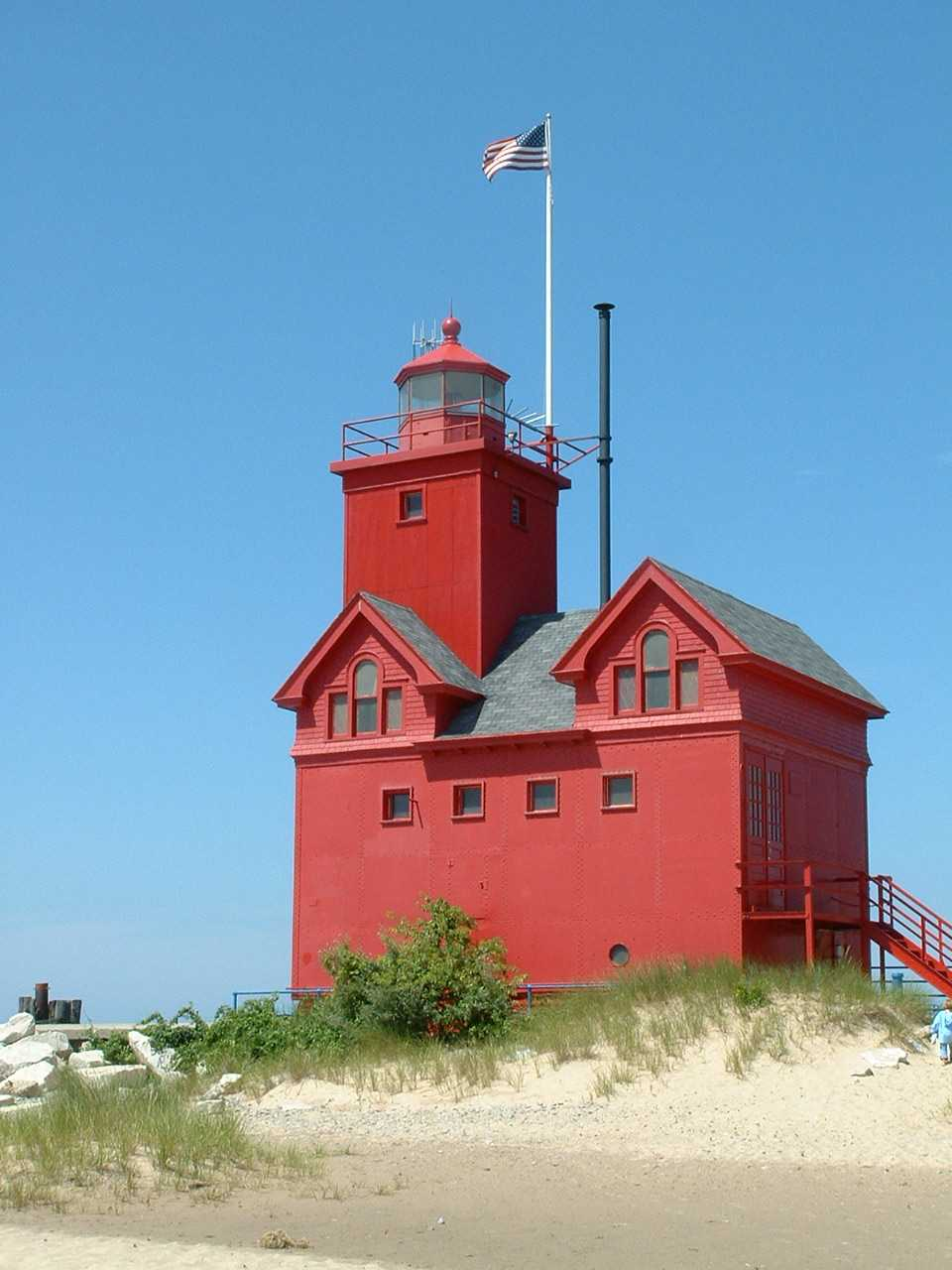
ホランド港灯台

ホランドの中心街はアメリカ合衆国国家歴史登録財に指定されている。「融雪プロジェクト」によって近くの発電所から温水を通すパイプを布設し、中心街の通りや側道の下に通して、雪を融かしている。近くにあるホランド州立公園はミシガン州立の公園である。
ホランド市の水路対岸には「ビッグレッド」と呼ばれるホランド港灯台がある。設置から250年になるオランダ風の風車、デ・ズワーンが市営公園となっているウィンドミル島にある。その高さは125フィート (38 m)、羽根の長さは40フィート (12 m) ある。毎年5月5日（シンコ・デ・マヨ）に最も近い土曜日にはラテンアメリカ・ユナイテッド・フォー・プログレスが主催する祭が行われている。またチューリパンズ・ラテノ芸術音楽祭はラテン系住民の文化に対する貢献を祝している。
2013年、ファーマーズ・インシュアランスが、ホランド/グランドヘイブン地域を、アメリカ合衆国で最も安全な中規模都市に指名した。2010年、ホランドはウェル・ビーイング・インデックス（福祉度指数）によって国内でも2番目に健康で幸福な町に挙げられた。CNNマネーは2006年に、ホランドを退職して住む場所5傑の1つに挙げた。

### 観光業

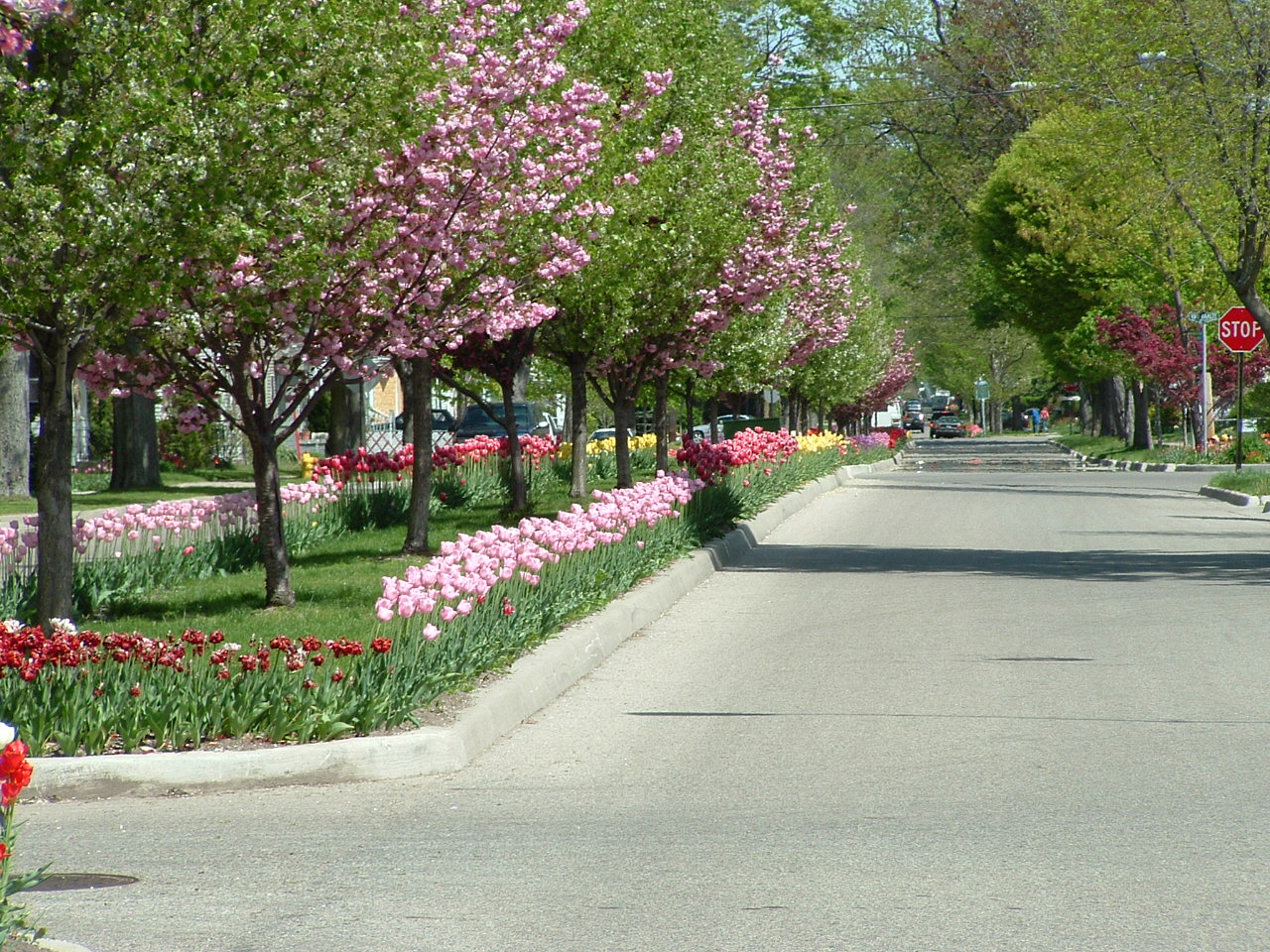
通りを縁取るチューリップ

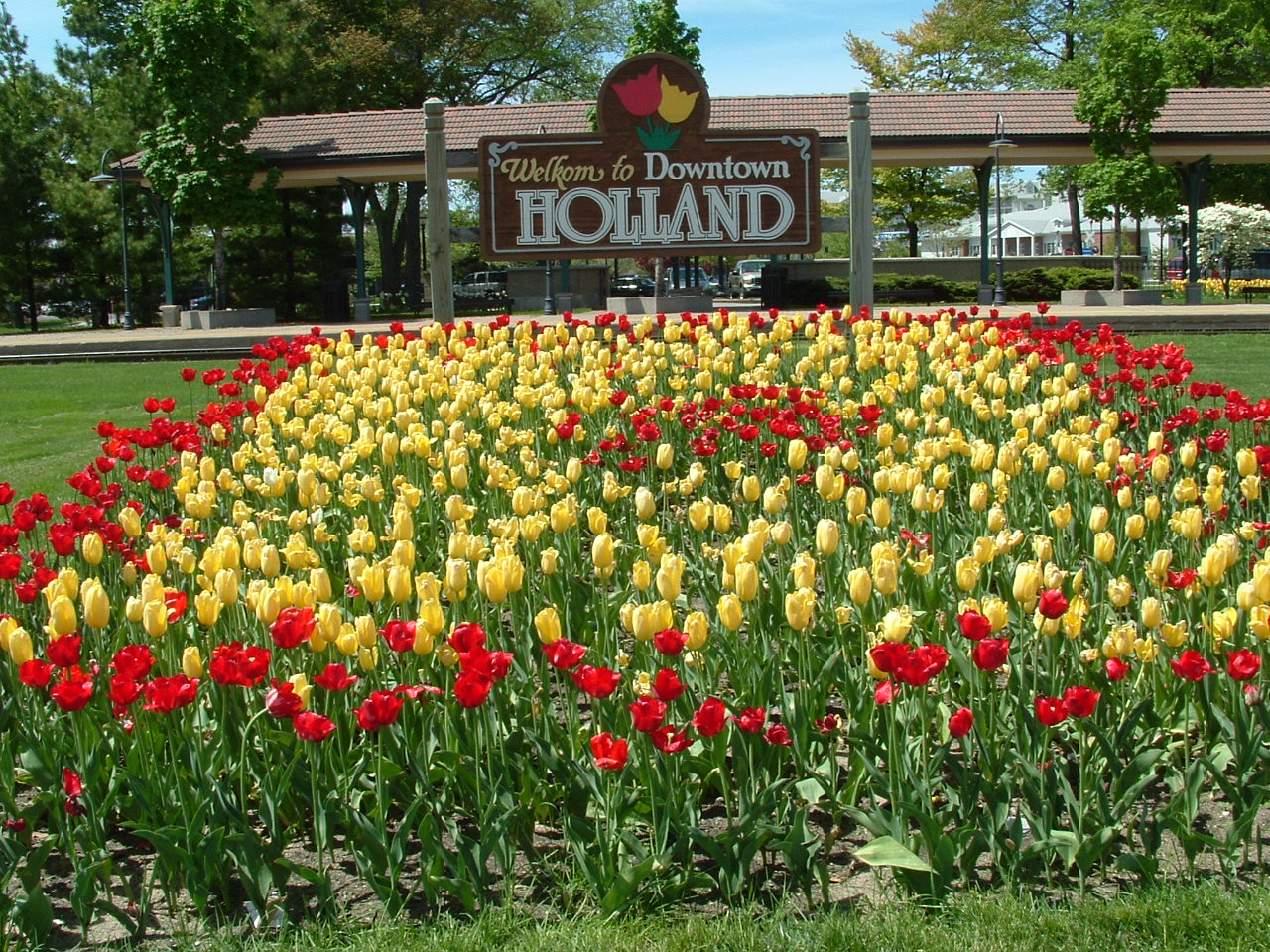
観光客を歓迎する看板

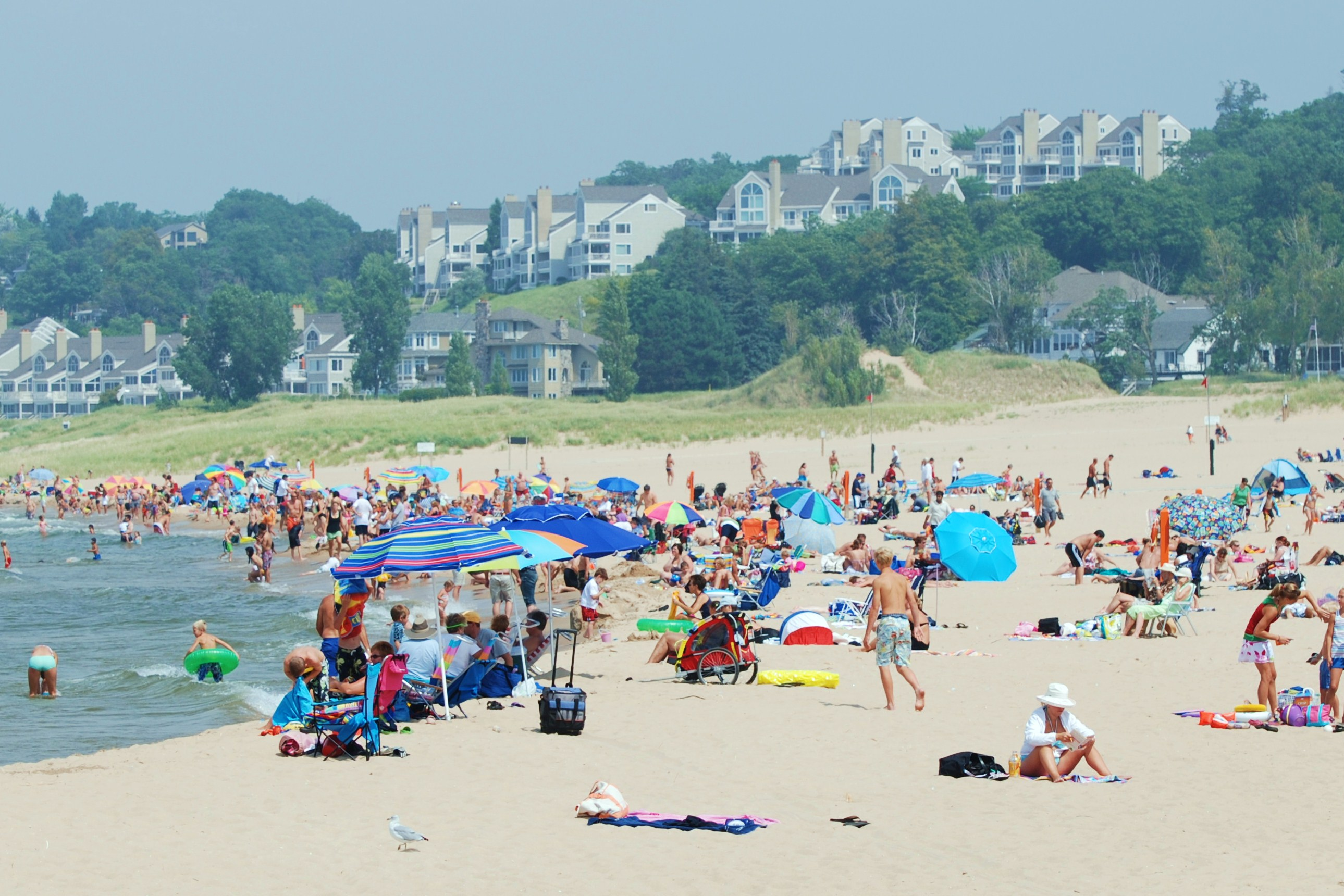
ホランド州立公園のミシガン湖岸

毎年5月、ホランドではチューリップ・タイム祭を開催している。チューリップの植え付けと祭は、この行事のために25万球の球根を植えた1930年に始まった。現在は全市で600万球のチューリップが使われている。チューリップは市の多くの通り沿い、市立公園、市の建物の外側に植えられ、さらにダッチビレッジのような観光地、市が所有するウィンドミル島公園、またベルディア・チューリップ庭園と呼ぶチューリップ農園にもある。通常は町周辺に植えられた多くのチューリップが開花するその時期である毎年5月の第2週に開催され、五大湖クルージング会社のヨークタウン号などクルーズ船がホランドを乗船場にしている。
毎年約100万人の観衆がチューリップ・タイム祭に集まり、地域社会では寄付金を集めたプロジェクトを強化する革新的な方法を見つけている。アメリカ合衆国でも3番目に大きな町の祭に上げられ、雑誌「リーダーズ・ダイジェスト」からは小さな町の最良の祭に挙げられた。この祭には毎年著名なアーティストなどが招かれており、例えば2000年はシンガーソングライターのクリスティーナ・アギレラ、2001年はバンドのO・バンド、2004年にはロックバンドのバーブパイプ、2006年にはクリスチャンロックのジャーズ・オブ・クレイが来演した。コメディアンのエド・マクマホンが2007年に歌手のボビー・ヴィントンと共に来演した。コメディアンのビル・コスビーが2014年の祭の主客だった。
ホランドはマカタワ湖沿いにあり、ミシガン湖岸が近い。その湖岸には多くのパブリックビーチが散在している。最も良く知られているのがホランド州立公園とトンネル公園である。ミシガン湖岸には小さなビーチもあるが、あまり良く知られてはいない。町の通りが湖岸に突き当たったところにパブリックビーチがあることが多い。
市内の主要なショッピング街は中心街のメインストリートである8番通りを中心とするものである。小売店には地元民が所有する小規模の店に多様なものがあり、レストランにはホーム & カンパニー、アウトポスト、JB & Me などがある。またホワイトハウス・ブラック・マーケット、ジョス・A・バンク、タルボットなど全国ブランドの店もある。他のレストランとして、JPズ・コーヒー、ニューホランド・ブルーイング・カンパニー、キュラー・アイリッシュ・パブ、84 イースト、ジミー・ジョンズなど多彩である。

## 地理
アメリカ合衆国国勢調査局に拠れば、市域全面積は17.35平方マイル (44.94 km2)であり、このうち陸地16.59平方マイル (42.97 km2)、水域は0.76平方マイル (1.97 km2)で水域率は4.38%である。

## 人口動態

### 2010年国勢調査
以下は2010年国勢調査による人口統計データである。
| 基礎データ - 人口: 33,051 人 - 世帯数: 12,021 世帯 - 家族数: 7,593 家族 - 人口密度: 769.2人/km2（1,992.2人/mi2） - 住居数: 13,212 軒 - 住居密度: 307.5軒/km2（796.4 軒/mi2） 人種別人口構成 - 白人: 80.0% - アフリカン・アメリカン: 3.6% - ネイティブ・アメリカン: 0.6% - アジア人: 3.0% - 太平洋諸島系: 0.1% - その他の人種: 9.2% - 混血: 3.4% - ヒスパニック・ラテン系: 22.7% | 年齢別人口構成 - 18歳未満: 24% - 18-24歳: 16.5% - 25-44歳: 24.7% - 45-64歳: 21% - 65歳以上: 13.7% - 年齢の中央値: 32歳 - 性比（女性100人あたり男性の人口） - 総人口: 90.5 世帯と家族（対世帯数） - 18歳未満の子供がいる: 32.8% - 結婚・同居している夫婦: 46.5% - 未婚・離婚・死別女性が世帯主: 11.9% - 非家族世帯: 36.8% - 単身世帯: 29.8% - 65歳以上の老人1人暮らし: 13.5% - 平均構成人数 - 世帯: 2.52人 - 家族: 3.13人 |

## 市政府
ホランド市は市政委員会・マネジャー方式の政府を採用している。市の日々の運営は市マネジャーとそのスタッフの監督下に行われている。市マネジャーは全部門の長を選定し、予算案を準備し、その指名した全従業員を監督する責任がある。
市マネジャーは市長と市政委員会の指示で動く。市長と市政委員が選挙で選ばれる役職である。2016年時点の市マネジャーはライアン・コットンであり、元はスプリングレイクの村マネジャーだったが、2012年2月9日にホランド市政委員会から指名された。その前任はソーレン・ウルフであり、2011年春に退任の計画を発表し、同年9月に退任した。ウルフは1988年から市マネジャーを務めており、その前の1970年代半ばからは市マネジャー補を務めていた。現市マネジャー補はグレッグ・ロビンソンである。ウルフが退任の意向を表明した時、ロビンソンはコットンがウルフの後任に指名されるまでの間、暫定マネジャーを務めていた。
ホランドの市憲章には、1人の市長と8人の市政委員を求めている。市長の任期は2年間である。市政委員の内2人は全市を選挙区に選ばれ、残る6人は6つの小選挙区からそれぞれ1人が選ばれる。市政委員の任期は4年間である。
現市長はカート・D・ダイクストラであり、2009年に、それまで長く勤めていたアルバート・H・マギーハンの後任として選出された。ダイクストラはそれ以前に市内の第5選挙区から選ばれた市政委員を5年間務めていた。ダイクストラはグランドラピッズ市を本拠地にする法律事務所ワーナー・ノークロス & ジャッド LLP の共同経営者である。マーケット大学法学校で法学博士号を取得し、アイオワ州オレンジシティにあるノースウェスタン・カレッジで学士号を取得していた。大学は極めて優秀な成績で卒業していた。
ホランド公共事業局は1883年に創設され、現在は電力と上下水道を運営している。

## 教育
高等教育機関
- ホープ・カレッジ、私立4年制教養系大学
- ウェスタン神学校、大学院レベルの専門学校
- グランドバレー州立大学、ホランドにキャンパスがある。その土地はメイアー家から寄付された
- ダベンポート大学、ホランドに地域キャンパスがある

公立学校
- ホランド公共教育学区
- ウェストオタワ公共教育学区、ホランド市の郊外部と田園部の「北側」を構成する郡区部を対象にしている
- ブラックリバー公立学校、幼稚園、小学校、中学校、高校まであるチャータースクール
- バンダービルト・チャーター・アカデミー（幼稚園から8年生）
- トンプソン M-TEC（成人の訓練） - オタワ地域中間教育学区とグランドラピッズ・コミュニティカレッジの共同事業
- イーグル・クレスト・チャーター・アカデミー

私立学校
- ホランド・クリスチャン学校
- コーパスクリスチ・カトリック学校
- ホランド・カルバリー学校
- ホランド・セブンスデイ・アドベンチスト学校

## 工業
ホランドには世界最大のピクルス工場がある。H・J・ハインツ・カンパニーが1897年以来同じ場所で工場を操業しており、現在は植物の生育期に1日100万ポンド (450 トン）以上のピクルスを加工している。インターネットのウェブログの初期で影響力があったスラッシュドットの誕生地である。ホープ・カレッジの学生ロブ・"CmdrTaco"・マルダが創設した。
その他に次の企業がホランド市内にある。
- ハワース - オフィス家具
- ハーマン・ミラー - オフィス家具
- ハワード・ミラー・クロック・カンパニー - 時計
- ジョンソンコントロールズ - 自動車部品、リチウムイオン二次電池
- LG化学 - リチウムイオン二次電池
- ティアラ・ヨット - 豪華ヨット、風力発電機
- オプテラ - タッチスクリーン
- H・J・ハインツ - ピクルス、ソース
- ブラックリバー・フィルムズ - 映画スタジオ

## 交通
ホランドの近くには空港が2つある。レクリエーション用のパーク・タウンシップ空港(IATA: HLM, ICAO: KHLM)と、大型で企業やチャータージェット機用のウェストミシガン地域空港(IATA: BIV, ICAO: KBIV) である。どちらの空港も定期便の運行はない。商業便が運航されている最寄りの空港はグランドラピッズにあるジェラルド・R・フォード国際空港であり、約56キロメートル北西に位置している。鉄道の定期便ではアムトラックの「ペレ・マーケット号」が東のグランドラピッズと西のシカゴを繋ぎ、さらに東西の各所と繋がっている。
ホランド市と周辺地域は、MAX（マカタワ地域急行）の交通体系があり、オンデマンド便や高速バス便が運行され、市内の各所や市街の商業、医療、政府の場所とを繋いでいる。この体系は以前に会った「ダイアル・ア・ライド交通」 (DART) 体系が発展したものである。
市内には次の高規格道路が通っている。
- 州間高速道路196号線（ジェラルド・R・フォード・フリーウェイ）
- 州間高速道路196号線産業環状線
- アメリカ国道31号線
- ミシガン州道40号線
- 郡道A-2号線

マカタワ湖とミシガン湖の間の水路は、プレジャーボートや商業用船舶の通行が可能であり、湖水の貨物船もホランドの港に入り、石炭、塩、鉄くずの積卸を行っている。

## メディア

### 新聞
- 「ホランド・センティネル」 - ホランドの地方日刊紙、オンライン版もある
- 「グランドラピッズ・プレス」 - 1980年代からホランドにニュース編集室と販売事務所を置いている
- 「ザ・フラッシーズ」 - ホランド地域のオタワ郡とアレガン郡に対応
- 「シニア・タイムズ」 - 高齢者向け新聞

### ラジオ
- WHTC - ホランドのホームタウン局 1450kHz AM
- WYVN - クラシック・ヒット曲のFM局 92.7MHz FM
- WTHS - ホープ・カレッジの学生ラジオ局 89.9MHz FM
- LakeshoreRadio.net - レイクショアの音楽局

### テレビ
- HCTV - ホランドの地元テレビ局、ウェブサイト: www.cityofholland.com/hctv

## 芸術

### 美術
- ホランド地域芸術委員会[23]

### 音楽
- ホランド・コラール[24] - オーディションで団員を集めるコーラス団体、コンサートシーズンには合唱曲の演奏会を行う
- ホランド交響楽団[25] - プロの交響楽団、マエストロのヨハネス・ミュラー・ストシュが指揮

## スポーツ
| ロゴ | クラブ名                                             | スポーツ             | 所属リーグ                                   | 試合会場                               | 優勝履歴 |
|      | ホランド・ブラスト                                   | バスケットボール     | インターナショナル・バスケットボール・リーグ | ホランド・シビックセンター             | なし     |
|      | ホープ・カレッジ・フライングダッチマン・フットボール | カレッジフットボール | ミシガン州大学間運動協会                     | レイ・アンド・スー・スミス・スタジアム |          |

## 姉妹都市
- メキシコ、ケレタロ
- オランダ、フローニンゲン（非公式）
- 日本滋賀県長浜市（非公式）

## 著名な出身者
- ライマン・フランク・ボーム（1856年-1919年）、児童文学、ファンタジー文学作家、代表作は『オズの魔法使い』、リゾート地マカタワに『鵞鳥の印』と名付けた週末の家を持っていた[26]
- エリック・プリンス（1969年- ）、アメリカ海軍の元軍人で、実業家、投資家。ブラックウォーターUSAの設立者
- スフィアン・スティーヴンス（1975年- ）、シンガーソングライター、ホープ・カレッジに入学、2003年のコンセプト・アルバム「ミシガン」に収録した歌『ホランド』でホランド市のことを歌っている
- アンディ・バンヘッケン（1979年- ）、メジャーリーグベースボール選手、デトロイト・タイガース、2016年から埼玉西武ライオンズに所属